# اسم موصوف
في اللغة العربية الاسم ينقسم إلى فئتين، الاسم الموصوف وهو ما دل على ذات الشيء وحقيقته وهو موضوع لتحمل عليه الصفة، ويقابله اسم الصفة. ومن الأسماء الموصوفة المصدر واسما الزمان والمكان واسم الآلة. والاسم الموصوف قسمان أحدهما اسم العين وهو ما دل على معنى يقوم بذاته، والآخر اسم المعنى ما دل على معنى لا يقوم بذاته.